# イアン・ジャソン
イアン・ジャソン（Ian Jason、1997年1月18日 - ）は、フランスの女子ラグビー選手。

## プロフィール
- フランス出身[1]。
- 身長 165cm、体重 51kg
- ポジションはフルバック(FB)。

## 略歴
2022年、ラグビーワールドカップセブンズ2022の7人制女子フランス代表に選ばれて3位に貢献。
2024年、パリ五輪の7人制女子フランス代表に選ばれた。